# Malato deshidrogenasa
La enzima Malato deshidrogenasa EC 1.1.1.37 cataliza la reacción de oxidación del (S)-malato a oxaloacetato utilizando NAD+ como aceptor de electrones.
S-malato + NAD+ {\displaystyle \rightleftharpoons } oxaloacetato + NADH
Esta enzima también oxidiza otros ácidos 2-hidrocarboxílicos.
La malato deshidrogenasa (MDH) participa en el ciclo del ácido cítrico y existe en todos los organismos aerobios. Mientras que los organismos procariotas tienen una sola forma de MDH, en las células eucariotas hay dos isozimas: una de ellas localizada en la matriz mitocondrial y otra en el citoplasma. Los hongos y las plantas también tienen una forma glioxisomal que es usada en el ciclo del glioxilato. En los cloroplastos de las plantas hay una forma adicional de MDH dependiente del NADP, malato deshidrogenasa (NADP+), que es esencial para la fotosíntesis universal C3, ciclo de Calvin, y para la ruta C4 más especializada.

## Lanzadera de electrones del malato-aspartato
En el corazón e hígado, los electrones desde el NADH citosol son transportados a la mitocondria por la lanzadera del malato-aspartato, que utiliza dos transportadores de membrana y 4 enzimas (2 unidades de la malato deshidrogenasa y 2 unidades de la aspartato transaminasa). Los electrones son transferidos desde el NADH en el citosol al oxaloacetato, formando malato, que atraviesa la membrana mitocondrial interior y entonces es reoxidado por NAD+ en la matriz para formar NADH en una reacción catalizada por la malato deshidrogenasa.
El oxaloacetato resultante no puede atravesar la membrana mitocondrial interna y en una reacción de transaminación se transforma en aspartato que puede ser transportado al lado citosólico. El glutamato mitocondrial dona un grupo amino, formando aspartato y α-ketoglutarato. En el citoplasma, el aspartato es deaminado para formar oxaloacetato y el ciclo se empieza de nuevo.
Esta lanzadera en contraste con la lanzadera del glicerol-3-fosfato, es reversible. Consecuentemente, el NADH puede ser transportado a la mitocondria por la lanzadera del malato-aspartato solamente si la relación NADH/NAD+ es mayor en el citosol que en la matriz mitocondrial. Esta versátil lanzadera también facilita el intercambio de intermedios clave entre la mitocondria y el citosol.